# 대한민국 형법 제234조
대한민국 형법 제234조는 위조사문서등의 행사에 대한 형법각칙의 조문이다. 다른 문서에 관한 죄와 달리 외국인이 한국 밖에서 범한 범죄를 처벌하지 않는다.

## 조문
제234조(위조사문서등의 행사) 제231조 내지 제233조의 죄에 의하여 만들어진 문서, 도화 또는 전자기록등 특수매체기록을 행사한 자는 그 각 죄에 정한 형에 처한다.
[전문개정 1995.12.29.]

第234條(僞造私文書등의 행사) 第231條 내지 第233條의 罪에 의하여 만들어진 文書, 圖畵 또는 電磁記錄등 特殊媒體記錄을 행사한 者는 그 각 罪에 정한 刑에 處한다.
[全文改正 1995.12.29.]

## 판례
- 전자복사기 등을 사용하여 복사한 문서의 사본도 문서원본과 동일한 의미를 가지는 문서로서 이를 다시 복사한 문서의 재사본도 문서위조죄 및 동 행사죄의 객체인 문서에 해당한다 할 것이고, 진정한 문서의 사본을 전자복사기를 이용하여 복사하면서 일부 조작을 가하여 그 사본 내용과 전혀 다르게 만드는 행위는 공공의 신용을 해할 우려가 있는 별개의 문서사본을 창출하는 행위로서 문서위조행위에 해당한다[2]
- 주식회사의 지배인이 자신을 그 회사의 대표이사로 표시하여 연대보증채무를 부담하는 취지의 회사 명의의 차용증을 작성·교부한 경우, 그 문서에 일부 허위 내용이 포함되거나 위 연대보증행위가 회사의 이익에 반하는 것이더라도 사문서위조 및 위조사문서행사에 해당하지 않는다.[3].

## 참고 문헌
- 김재윤(학원인), 손동권 저, 새로운 형법각론, 율곡출판사, 2013. ISBN 9788997428342

## 같이 보기
- 공문서위조죄